# Cadillac BLS
Cadillac BLS — автомобиль компактного представительского класса, разработанный Saab, подразделением General Motors, и продававшийся в Европе под брендом Cadillac. Фактически представлял собой существенно переработанный Saab 9-3 и, как и он, базировался на платформе Epsilon I. В доводку и модернизацию конструкции автомобиля было вложено более миллиарда крон (около $140 млн). Модель выпускалась в Тролльхеттане параллельно с Saab 9-3 и Saab 9-5. Продажи седана начались в марте 2006 года, версия с кузовом универсал увидела свет год спустя. Примечательно, что с общей длиной в 4681 мм BLS был примерно на 150 мм короче, чем CTS, самый маленький Cadillac из представленных на североамериканском рынке.
BLS был представлен на рынках Аравии, Мексики, Южной Африки и Южной Кореи с 2007 года. На американский рынок не поставлялся никогда.
Продажи автомобиля успеха не имели: в 2006 году произвели 3257 автомобилей, а в 2007 году уже 2772 штуки, причём из них 282 реализовали в Германии. Производство Cadillac BLS из-за невысокого спроса полностью было остановлено в 2009 году.

## Название
BLS в англоязычных странах часто иронически расшифровывается как «Bit Like Saab» или «Bob Lutz Special», что является явной отсылкой к вице-президенту GM Роберту (Бобу) Лутцу, курировавшему в то время все разработки. Лутц, сторонник бэдж-инжиниринга, хотел воспользоваться успешным Saab 9-3 для заполнения маркетинговых пробелов в линейке Cadillac.
Ссылка на Роберта Лутца может означать как поддержку, так и критику его стратегии. BLS оказался маркетинговой ошибкой, но многие приемы бэдж-инжиниринга, примененных в BLS на волне успехов других автомобилей GM, давали значительное улучшение общего качества продукции и эффективности производства.
В рамках обновленной стратегии Лутца большинство названий моделей Cadillac перестали носить конкретный смысл (в отличие от предыдущих моделей, таких как DTS — Deville Touring Sedan или CTS — Catera Touring Sedan). Таким образом, официальной расшифровки название BLS не имеет, что оставляет простор для фантазии комьюнити.
Хотя принцип выбора названия в General Motors никогда не комментировали, буква B, скорее всего, была выбрана как меньшая, чем в среднеразмерном седане CTS, L обозначает роскошный (luxury), а S — седан. Такая расшифровка вполне согласуется с Cadillac SLS (Seville Luxury Sedan).

## Обзоры
- Auto Express [3]
С BLS всё в порядке, но для насыщенного рынка ничего нового он не предлагает.
- Evo [4]
[+] Стильный и тихий
[-] Нет изюминки.
- Honest John [5]
Плюсы: достойная переработка Saab 9-3. Надёжная механическая коробка. Высокий уровень безопасности.
Минусы: Управляемость далека от идеала. Автомат плохо сочетается с V6 Turbo, к тому же, рулевое управление чрезмерно лёгкое.
- Verdict On Cars [6]
В общем. Он построен в Европе, разделил большую часть конструкции с Saab и никогда не увидит Америку — пожалуй, это самый странный Cadillac за всю историю марки.

## Галерея

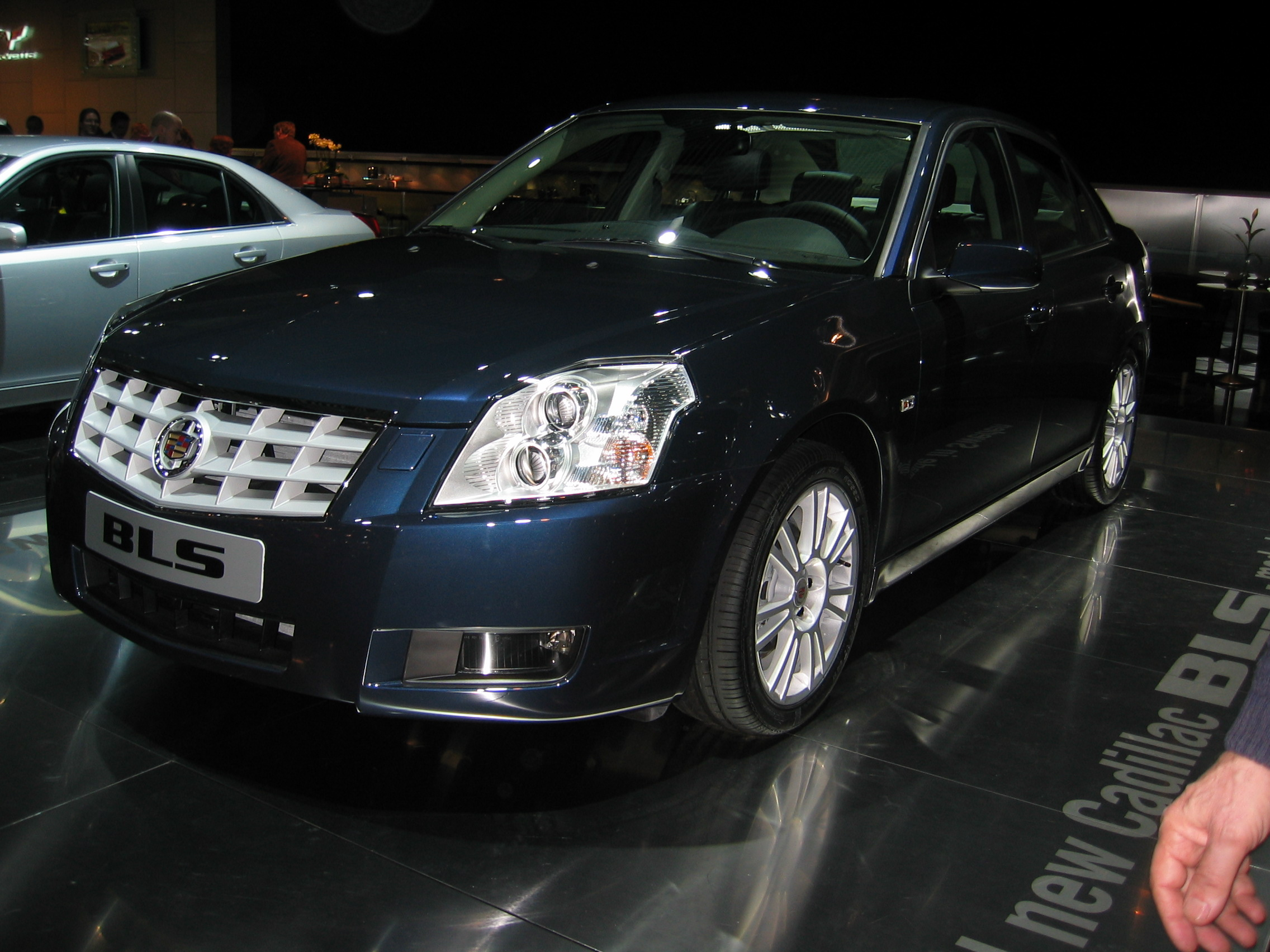
Cadillac BLS, вид спереди
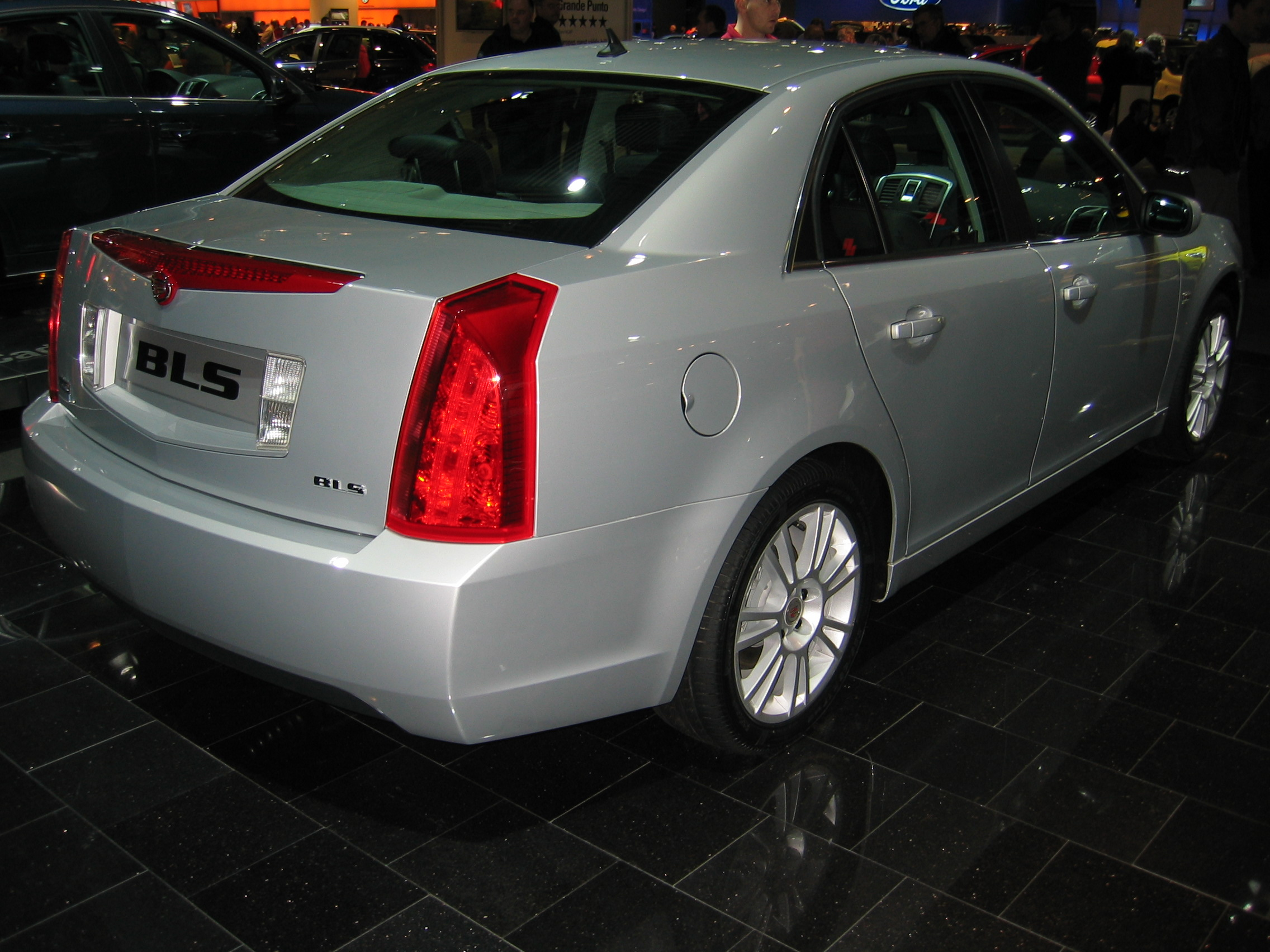
Cadillac BLS, вид сзади